# أنتوني فاينستاين
أنتوني فاينستاين (بالإنجليزية: Anthony Feinstein)‏ هو كاتب العمود جنوب أفريقي، ولد في 14 ديسمبر 1956 في جوهانسبرغ في جنوب أفريقيا.

## وصلات خارجية
- أنتوني فاينستاين على موقع IMDb (الإنجليزية)